# Nicolaus Insulpontanus
Nicolaus Olavi Insulpontanus, född 1622 i Herrberga församling, Östergötland, död 1 november 1689 i Gårdeby församling, Östergötlands län, var en svensk präst.

## Biografi
Nicolaus Insulpontanus föddes 1622 i Herrberga församling. Han var son till mjölnaren Olof Nilsson och Kerstin Johansdotter  i Öjebro. Insulpontanus blev i oktober 1649 student vid Uppsala universitet och prästvigdes 27 mars 1652 till komminister i Herrberga församling. Han blev 1665 kyrkoherde i Gårdeby församling och avled där 1689.

### Familj
Insulpontanus gifte sig första gången med Anna Hansdotter (död 1654).
Insulpontanus gifte sig andra gången 23 september 1665 med Sara Nilsdotter (död 1708). Hon var dotter till kyrkoherden Nicolaus Ljurenius och Karin Jonsdotter i Gårdeby församling. De fick tillsammans barnen Kerstin Åkerberg (1656–1672), Olof Åkerberg (1658–1658), Karin Åkerberg (1660–1661), Maria Åkerberg (1661–1736) som var gift med inspektorn Johan Blavier på Norsholms herrgård, ryttaren Olof Broman och rusthållaren Håkan Månsson i Örtomta socken, Catharina Åkerberg som var gift med kyrkoherden Petrus Hulthijn i Mjölby församling, Elisabeth Åkerberg som var gift med kyrkoherden Andreas Werling i Åtvids församling, Johannes Åkerberg (född 1668), Nils Åkerberg (död 1672), klockaren Anders Åkerberg (född 1674) i Östra Ny församling och fältväbeln Petrus Åkerberg. Barnen tog efternamnet Åkerberg